# Kriegerdenkmal Vehlitz (Weltkriege)

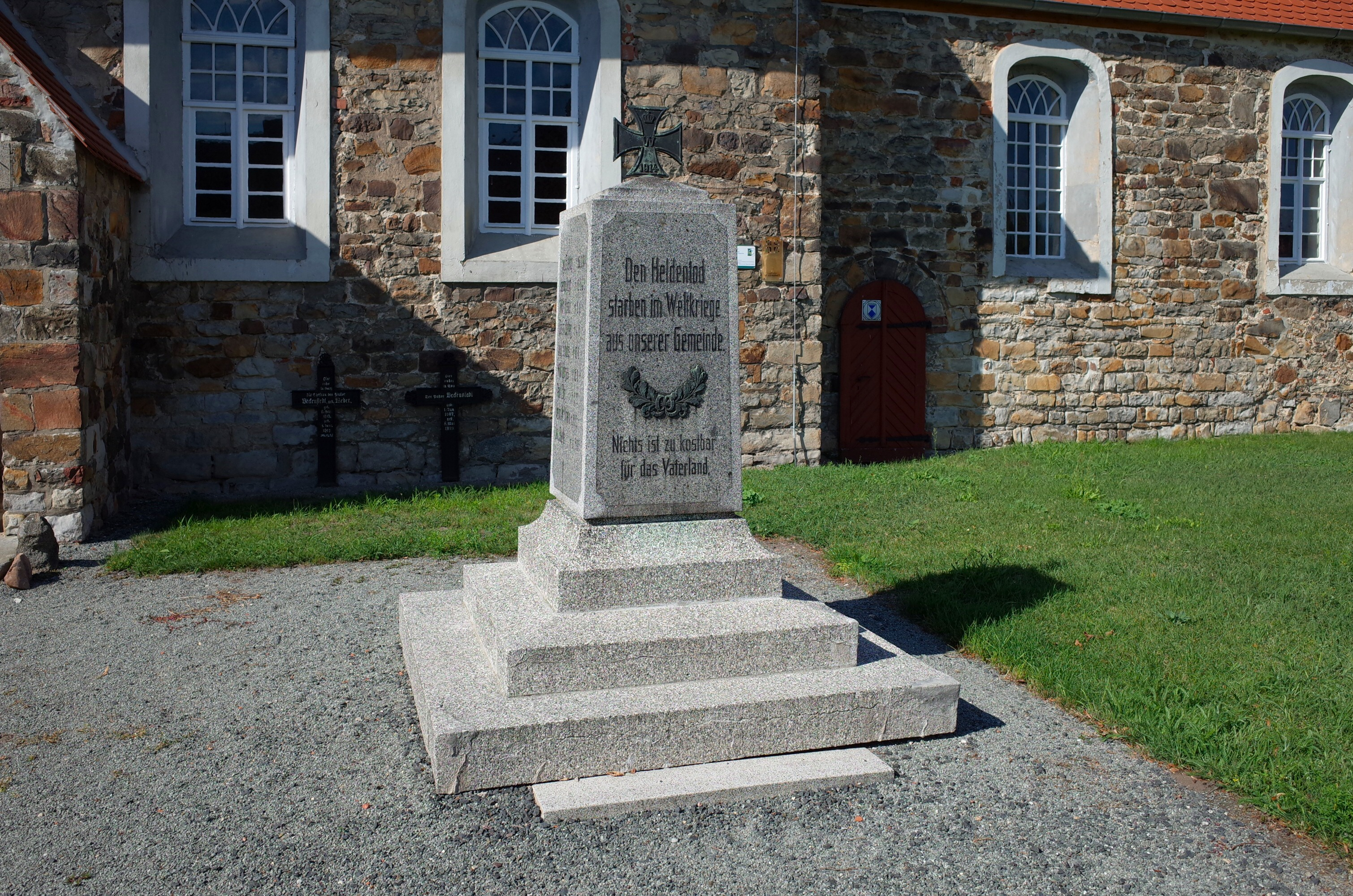
Kriegerdenkmal

Das Kriegerdenkmal Vehlitz der Weltkriege ist ein denkmalgeschütztes Kriegerdenkmal im Ortsteil Vehlitz der Stadt Gommern in Sachsen-Anhalt. Im örtlichen Denkmalverzeichnis ist das Kriegerdenkmal unter der Erfassungsnummer 094 71370 als Baudenkmal verzeichnet.

## Lage
Es befindet sich in der Ernst-Thälmann-Straße an der Kirche in Vehlitz.

## Gestaltung
Bei dem Kriegerdenkmal handelt es sich um eine viereckige Stele auf einem abgestuften Sockel. Die Stele wird von einem Eisernen Kreuz gekrönt. Die Metallplakette für die Gefallenen des Zweiten Weltkrieges wurde später hinzugefügt.

## Inschriften

### Ersten Weltkrieg
Den Heldentod

starben im Weltkriege

aus unserer Gemeinde.

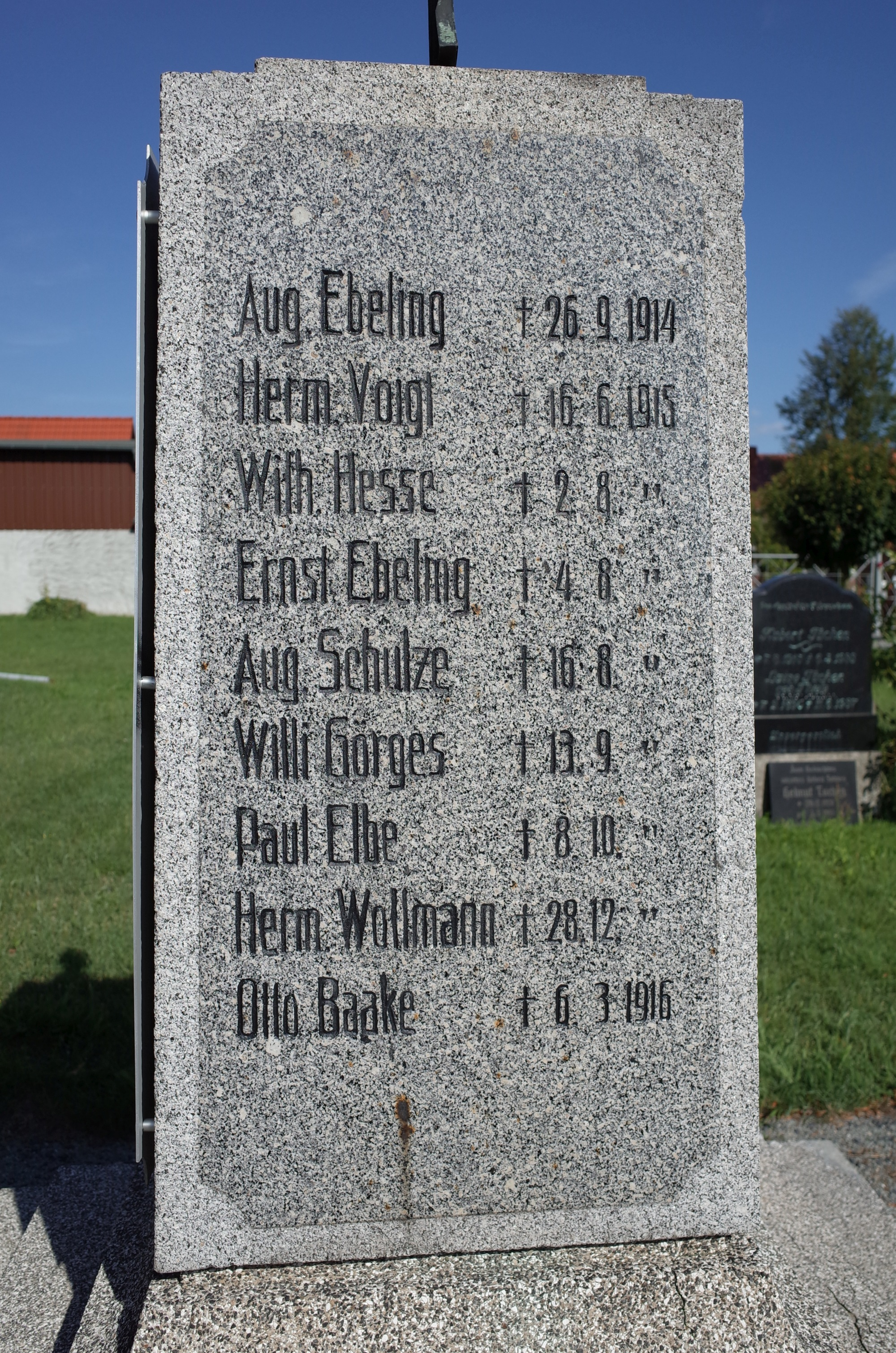
Westseite des Kriegerdenkmales

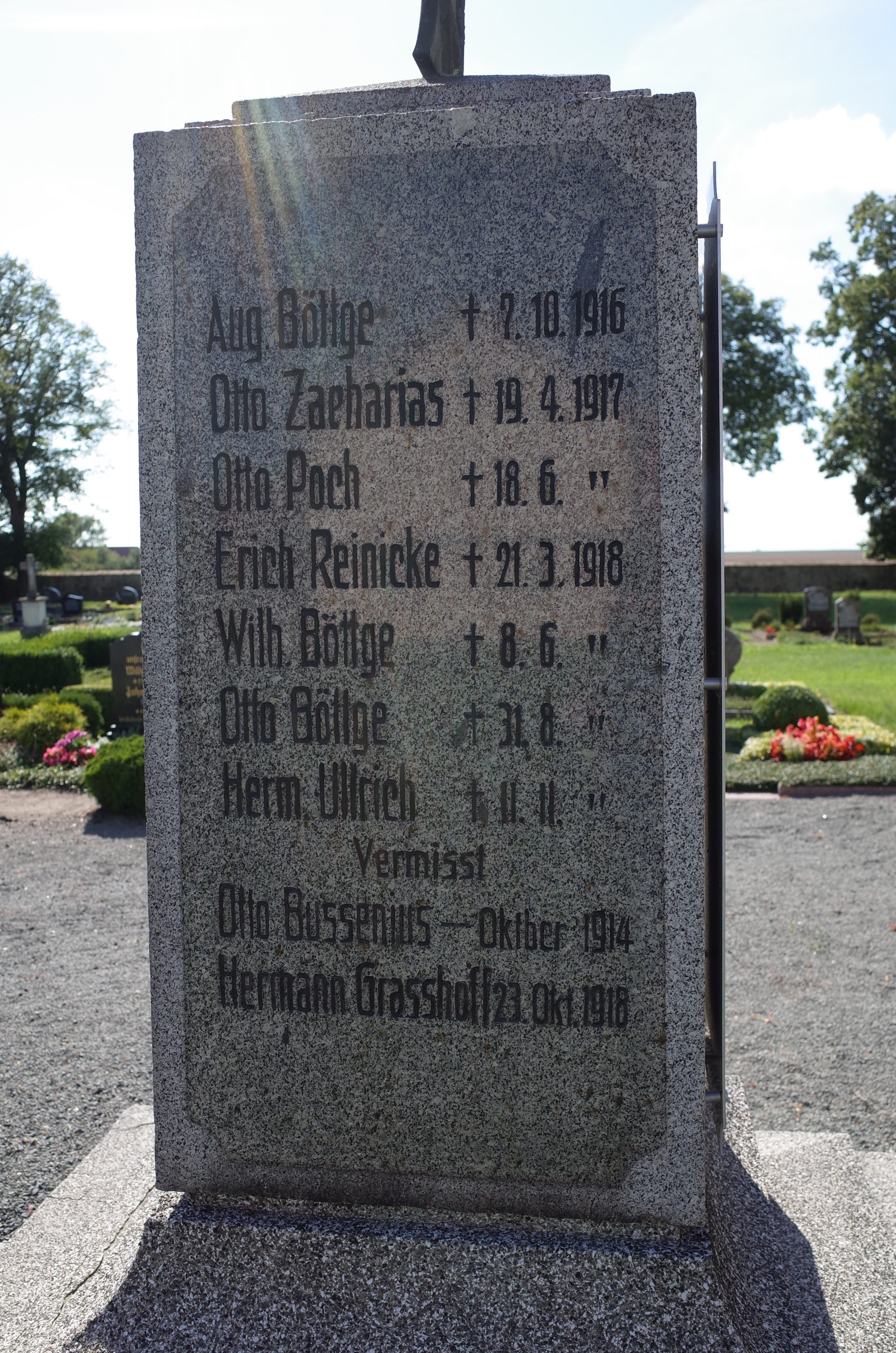
Ostseite des Kriegerdenkmales

Nichts ist zu kostbar für das Vaterland.
- Baake, Otto
- Böttge, Aug.
- Böttge, Otto
- Böttge, Wilh.
- Bussenius, Otto
- Ebeling, Aug.
- Ebeling, Ernst
- Elbe, Paul
- Görges, Wilh.
- Grasshoff, Hermann
- Hesse, Wilh.
- Poch, Otto
- Reincke, Erich
- Schulze, Aug.
- Ullrich, Helm.
- Voigt, Herm.
- Wollmann, Herm.
- Zacharias, Otto

### Zweiten Weltkrieg

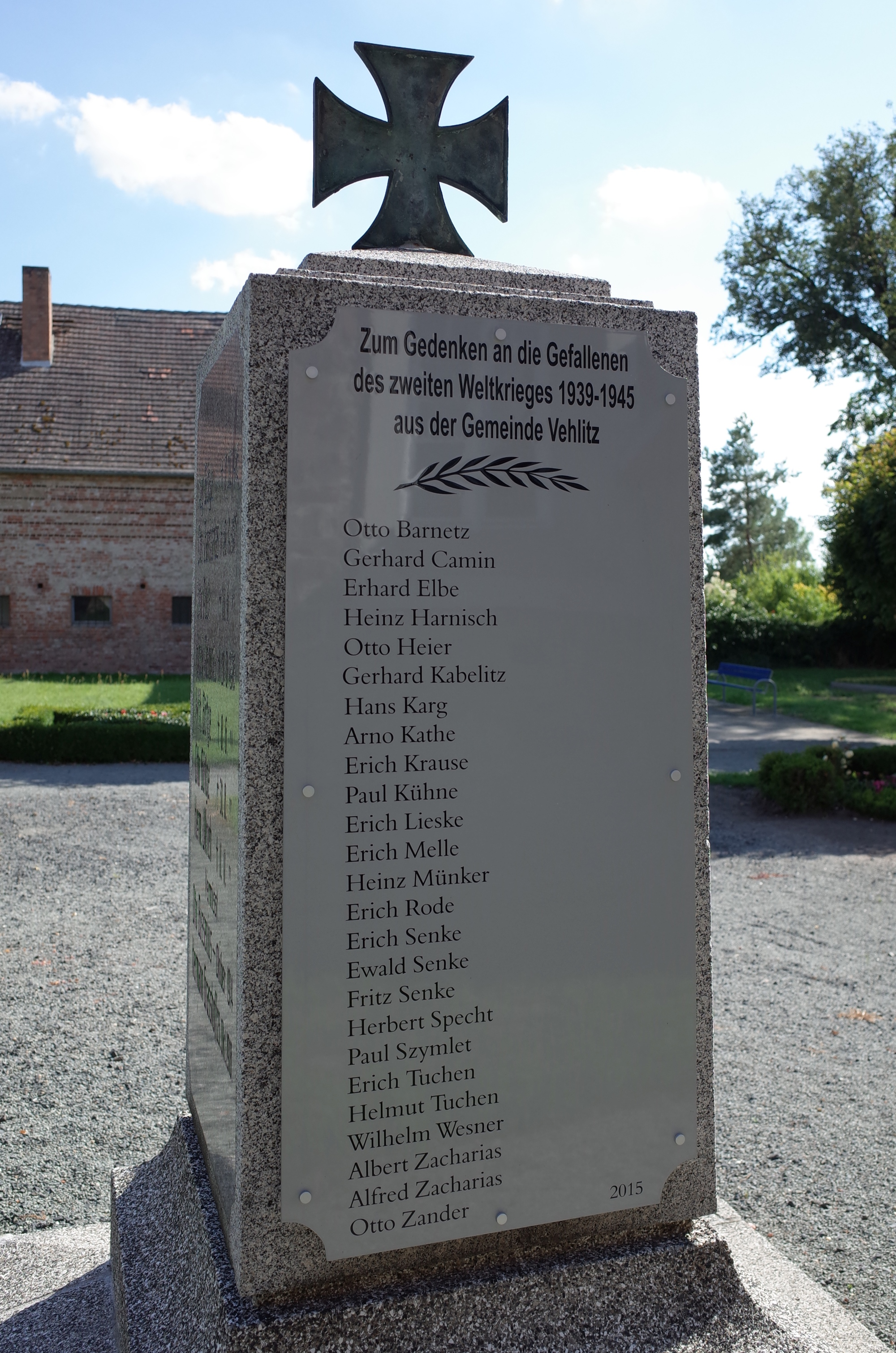
Nordseite des Kriegerdenkmales

Zum Gedenken an die Gefallenen

des zweiten Weltkriegs 1939–1945

aus der Gemeinde Vehlitz
- Barnetz, Otto
- Camin, Gerhard
- Elbe, Erhard
- Harnisch, Heinz
- Heier, Otto
- Kabelitz, Gerhard
- Karg, Hans
- Kasper, Adolf
- Kathe, Arno
- Krause, Erich
- Kühne, Paul
- Lieske, Erich
- Melle, Erich
- Müncker, Heinz
- Rode, Erich
- Senke, Erich
- Senke, Ewald
- Senke, Fritz
- Specht, Herbert
- Szymlet, Paul
- Tuchen, Erich
- Tuchen, Helmut
- Wesner, Wilhelm
- Zacharias, Albert
- Zacharias, Alfred
- Zander, Otto

## Quelle
- Gefallenendenkmal Vehlitz Online, abgerufen am 13. Juni 2017.